# Filosofia dell'informatica
La filosofia dell'informatica è una branca della filosofia che cerca di rispondere a domande di natura filosofica riguardanti argomenti dell'informatica. Queste domande possono essere raggruppate in diverse categorie della filosofia moderna: l'ontologia, la semantica, l'epistemologia, l'etica e la filosofia della scienza. Con una forte influenza dalle filosofie della logica, della matematica, del linguaggio, della tecnologia e dell'informazione.
Alcuni esempi di quesiti a cui la filosofia dell'informatica cerca di dare risposta sono quelli che appaiono pubblicati in The Philosophy of Computer Science:
- Cosa sono i programmi informatici? Sono astratti o concreti?[3][4]
- Quali sono le differenze tra programmi e algoritmi?[5]
- Che cos'è un'implementazione?[6]
- Cos'è l'astrazione in informatica? In che modo questa è correlata all'astrazione in matematica?[7][8]
- Che cos'è l'informazione?[9]
- L'ingegneria del software pone problemi filosofici?[10]

Vale anche la pena ricordare che l'informatica è un'area relativamente nuova che, a differenza di altre scienze, è artificialmente originale (creata cioè dall'uomo). Questo è il motivo per cui molti dei problemi nella filosofia dell'informatica si concentrano sulla risposta a domande sugli artefatti che vengono costruiti. Di conseguenza, si cerca di approfondire i programmi computazionali che vengono costruiti tramite algoritmi che a loro volta vengono sviluppati con linguaggi di programmazione.

## Obiettivi
Gli obiettivi della filosofia dell'informatica sono tuttora in via di sviluppo, ma è chiaro che i problemi su cui si concentra non cercano solo di trovare risposte ai problemi etici posti dall'intelligenza artificiale, ma anche ciò che costruiamo (problema ontologico) e come ricaviamo le informazioni da essi (problema epistemologico). In altre parole, va oltre la programmazione perché si occupa di questioni come la progettazione, lo sviluppo e la ricerca di concetti e metodologie che facilitano lo sviluppo, l'implementazione e l'analisi di sistemi informatici da un punto di vista filosofico. Potrebbe anche essere definita come: "la ricerca della natura dell'informatica, che fornisce una sistematizzazione dei suoi concetti".
Tra i quesiti irrisolti della filosofia dell'informatica troviamo ad esempio: la Tesi di Church-Turing e le Classi di complessità P e NP.